# 奧拉德加塞姆
36°02′03″N 6°39′57″E / 36.03417°N 6.66583°E
奧拉德加塞姆（阿拉伯语：‎），是阿爾及利亞的城鎮，位於該國東北部烏姆布瓦吉省，由艾因姆利拉區負責管轄，面積138平方公里，2008年人口7,107，人口密度每平方公里52人。